# Округ Тарант (Тексас)
Округ Тарант (енгл. Tarrant County) је округ у америчкој савезној држави Тексас. По попису из 2010. године број становника је 1.809.034.

## Демографија
Према попису становништва из 2010. у округу је живело 1.809.034 становника, што је 362.815 (25,1%) становника више него 2000. године.
| Група             | 2000.           | 2010.           |
| Белци             | 895.253 (61,9%) | 937.135 (51,8%) |
| Афроамериканци    | 185.143 (12,8%) | 268.983 (14,9%) |
| Азијати           | 52.594 (3,6%)   | 84.561 (4,7%)   |
| Хиспаноамериканци | 285.290 (19,7%) | 482.977 (26,7%) |
| Укупно            | 1.446.219       | 1.809.034       |